# Tipo 84
El vehículo de ingenieros Tipo 84 está basado en el chasis del carro de combate Tipo 69, en uso por el Ejército Popular de Liberación de la China (Ejército rojo chino). Originalmente fue designado como Tipo 653,  pero sus versiones posteriores, manufacturadas por la Norinco fueron redenominadas como Tipo 84.

## Características
Como sus similares, el Tipo 84 está basado en el casco de un carro de combate altamente probado, el Tipo 69-II; que a su vez es una variante altamente modificada del T-55A soviético. Sus características especiales son específicamente el ser construido con más potencia, gracias a que incorpora el motor que está también instalado en el Tipo 69-II, el 12150L-7BW; una copia bajo licencia de un motor diésel de origen alemán (de la Mercedes-Benz) y que le eroga unos 580 caballos (433 kW) para labrar tierras del norte de la China, conocidas por su aspereza y dificultad de remoción.
Está equipado además con una pala de carga frontal, como en su original; que le posibilita el barrer obstáculos como a un buldócer. Cuenta para tareas de reparación de campo, además de equipos del soldadura y herramienta, una grúa con capacidad de carga de hasta 20 toneladas, y una capacidad de arreo de hasta 70 toneladas, al estar dotado con una motorización cada vez más poderosa que la montada en su contraparte rusa (que solo puede alzar hasta 5 toneladas y arrear hasta 35), sirviendo incluso a vehículos de más peso que el de su componente, pudiéndose usar incluso con carros de combate chinos más modernos y pesados sin dificultades, gracias a que dispone de un motor auxiliar (igual al que lo propulsa, pero equipado con una bomba hidráulica muy efectiva) para las labores de carga de peso.

## Variantes
Tipo 84 (Tipo 653)
- Vehículo original, monta el motor diésel 1250L-7BW, y los equipos antes descritos.[3]

Tipo 93
- Versión altamente mejorada del Tipo 84, que incorpora un motor más potente, 1250L-7BW2 de 780 caballos (582 kW), y sistemas de defensa pasiva como lanzagranadas de calibre 81 mm.

Tipo 84 AVBL
- Variante posa-puentes, nunca entró en producción, posee el mismo sistema del lanza-puentes del Leopard Biber.[4][5]

## Usuarios
- China - Ejército de la China, en cantidades desconocidas.[6]

Se sabe así mismo que en las negociaciones que la China hizo para vender el carro de combate Tipo 69/79, el Tipo 84 era incluido dentro de las cantidades finales exportadas a los ejércitos de Bangladés, Irán, Irak, Pakistán y Myanmar.

### Desarrollos relacionados
- T-55AM
- Tipo 69/79

### Artículos similares
- Bergepanzer 2
- M88 Blindado de recuperación
- BREM
- WZT-1
- WZT-2
- VIU-55 Munja